# Edgar Mörath
Edgar Wilhelm Eugen Mörath (* 28. Juni 1897 in Graz; † 20. Februar 1969 in Wien) war ein österreichischer Wissenschaftler und Hochschullehrer.

## Leben

### Werdegang und Wirken
Edgar Mörath wurde als Sohn des Grazer Apothekers und Drogisten Theodor Mörath (* 1864) und dessen Ehefrau Alexandrine Mörtl (* 1864) geboren.
Er musste Kriegsdienst leisten und war Leutnant bei den Luftfahrttruppen im 2. Regiment der Tiroler Kaiserjäger. Am 17. September 1918 wurde er bei einem Fallschirmabsprung schwer verwundet, nachdem sein Albatros D.III bei einem Luftkampf zu Bruch gegangen war.
Nach einem Chemiestudium an der Universität Graz erwarb er am 14. Juli 1921 an der Technischen Hochschule Darmstadt den Titel Diplom-Ingenieur und war anschließend als leitender Ingenieur in verschiedenen chemischen, pharmazeutischen und holzverarbeitenden Betrieben tätig. 1930 begann seine wissenschaftliche Laufbahn mit der Berufung an das Holzforschungsinstitut an der Technischen Hochschule Darmstadt. 1931 promovierte er mit der Dissertation Beiträge zur Kenntnis der Quellungserscheinungen des Buchenholzes zum Dr. Ing. und habilitierte sich im Jahr darauf mit Studien über die hygroskopischen Eigenschaften und die Härte der Hölzer und erhielt die Lehrerlaubnis für Technologie des Holzes.
1937 übernahm er das Forschungsinstitut für Sperrholz- und Holzerzeugnisse in Berlin-Dahlem.
Er musste erneut Kriegsdienst leisten und war als Gruppenkommandeur einer Transportflugstaffel der Luftwaffe bis 1941 eingesetzt, als er Dozent an der Forstlichen Hochschule Eberswalde wurde. 1943 erhielt er eine Planstelle als Professor an der Hochschule für Bodenkultur in Wien. 1944 kam er nach Deutschland zurück und wurde an der TH Berlin außerplanmäßiger Professor für chemische und mechanische Betriebslehre in der Sägeindustrie.
1949 beriefen ihn die Vereinten Nationen zum Forestry Officer der Food and Agriculture Organization (FAO). Dort bestand seine Aufgabe darin, das Gesamtgebiet der Technologie der Forstprodukte in weltweiter Sicht zu bearbeiten. Nach fünfjährigem Arbeitseinsatz kehrte er 1954 nach Deutschland zurück und wurde Technischer Direktor bei der Karl Richtberg KG in Bingen, deren zwölf Werke für Holzbearbeitung und Holzschutz er rationalisierte.
1957 wechselte er als Direktor für Forschung und Entwicklung zur International Plastics Ltd. in London. In seiner Beschäftigungszeit, die bis 1962 dauerte, wurden Spanplattenwerke in England, Schweden, Russland und der ČSSR errichtet.
Er kam nach Österreich zurück und wurde 1964 zum Leiter des Österreichischen Holzforschungsinstituts bestellt, nachdem er bereits 1963 in den Vorstand der Österreichischen Gesellschaft für Holzforschung gewählt worden war.
Von 1966 bis zu seinem Tode war er Generalsekretär der International Academy of Wood Science mit Sitz in Wien.
1921 heiratete er Mathilde Wiesler, Tochter des Obervermessungsrates Eduard Wiesler und der Mathilde Tomsphegg. Aus der Ehe sind die Kinder Ingeborg (1923–2002) und Werner (1924–2014) hervorgegangen.

### Werke und Schriften (Auswahl)
- 1929 Gesichtspunkte aus der Praxis zur Tätigkeit des Holzforschungs-institutes
- 1931 Der Frostkern der Buche
- 1932 Der Heizwert des frostkernigen Buchenholzes
- 1933 Die Widerstandsfähigkeit der wichtigsten einheimischen Holzarten gegen chemische Augriffe
- 1933 Die künstliche Holztrocknung
- 1934 Holzhaltige Leichtbauplatten
- 1934 Feuchtigkeitsbestimmung von Holz
- 1935 Steigerung der Widerstandsfähigkeit des Holzes gegen Infektionen durch Flößen
- 1938 Die Leimverbindungen im Holzbau
- 1941 Die Prüfung der Leimer
- 1948 Die Entwicklung der Holzfaser- und Holzspanplattenindustrie
- 1967 Holz als Roh- und Werkstoff

### Ehrungen und Auszeichnungen
- 1935 Mitglied der International Association of Wood Anatomists
- Militärverdienstkreuz III. Klasse
- Orden der Eisernen Krone
- Goldene Tapferkeitsmedaille